# Juan Guiteras
Juan Guiteras y Gener (1852-1925) fue un médico cubano.

## Biografía
Nacido el 4 de enero de 1852 en Matanzas, era hijo de Josefa Gener y del escritor y educador Eusebio Guiteras. Cursó los estudios de bachiller en Artes en el Colegio La Empresa y recibió en 1873 en la Universidad de Pensilvania los títulos de doctor en Medicina y en Filosofía. En 1900 se recibió de doctor en Medicina en la Universidad de La Habana. De 1873 a 1899, prestó servicios profesionales en los Estados Unidos, habiendo sido comisionado varias veces para el estudio de la fiebre amarilla en ese país, en Cuba y en México. Fue también catedrático de Patología interna y Clínica Médica en la Escuela de Medicina de Charleston (Carolina del Sur) de 1885 a 1889; y de Patología General y Anatomía Patológica en la misma Universidad de Pensilvania, de 1889 a 1899.
Frecuentó en Berlín hacia 1890 los laboratorios de Koch, Ehrlich y Virchow. En Londres siguió un curso en la Escuela de Medicina Tropical; otro en Roma sobre paludismo, con el profesor Grassi, y en París visitó clínicas médicas en los principales hospitales. En 1898 participó en la campaña de Santiago de Cuba en el Estado Mayor del general Shafter, como comandante médico militar y en 1900 ya era catedrático de Patología General e Intertropical en la Universidad de La Habana.
Fue miembro (1901) y más tarde presidente de la Comisión de diagnóstico de enfermedades infecciosas (1902-1908), vocal de la Junta Superior de Beneficencia (1902), y de la de Sanidad (1903-1908), director del Hospital Las Ánimas (desde 1902), Decano de la Escuela de Medicina (1905-1909), director de Sanidad de la República, jefe Superior de Administración y presidente de la Junta Nacional de Sanidad (1909) y miembro de la Comisión de fiebre amarilla de la Fundación Rockefeller (1916), en cuyo servicio visitó Panamá, Ecuador, Colombia, Venezuela, Brasil y las islas de Puerto Rico, Trinidad, Barbadas y Martinica.
Fue también miembro de las principales sociedades científicas de Estados Unidos, de la Academia de Ciencias de la Habana, de la Sociedad de Estudios Clínicos de la Habana, vicepresidente de The Conference of North-American Boards of Health, así como de la American Public Health Association. En 1905 fue nombrado presidente del II Congreso Médico Cubano (no habiendo ejercido el cargo), y miembro del Comité Ejecutivo de la Convención Sanitaria de las Repúblicas Americanas, habiendo tomado parte muy activa en la redacción de La Convención Sanitaria de Washington 1905. Fue delegado en varias convenciones y congresos y fue miembro correspondiente del College of Physicians de Filadelfia (1916), miembro honorario de la Asociación Médica de Puerto Rico (1917), miembro fundador de la American Academy of Public Health (1916), académico correspondiente de la Academia de Medicina de Caracas (1917), director de la Revista de Medicina Tropical (Habana, 1900-1905) y coeditor de la obra de Finlay Trabajos selectos. Hacia finales de la década de 1920 dirigía el Boletín de Sanidad y Beneficencia, a su cargo desde 1909.
Habría descubierto la filaria (Estados Unidos, 1886), además de realizar observaciones patológicas en casos de fiebre amarilla, desarrollar nuevos métodos en patología tropical (cuya primera cátedra abrió en la Habana, además de ser fundador con Emilio Martínez de la primera revista de esta especialidad en 1900) y descubrir la anquilostomiasis en Cuba (1902). Contribuyó a la extinción de la fiebre amarilla y de la peste bubónica en Cuba.
Varios de sus trabajos fueron publicados en inglés y en los Estados Unidos; muchos en revistas médicas y en el Boletín de Sanidad y Beneficencia. Sobre fiebre amarilla escribió trabajos de importancia. También publicó varios folletos de índole histórica sobre la intervención de los Estados Unidos en favor de Cuba y sobre la tumba del padre Varela. Tradujo del inglés al castellano un trabajo histórico de R. M. Merchán sobre las guerras por la independencia de Cuba y sus causas; y del alemán el Código del Seguro del Obrero en Alemania. Falleció el 28 de octubre de 1925.